# 北極紫菱殿
北極紫菱殿位於高雄市旗津區復興里，主要供奉北極玄天上帝（又稱玄武帝、北帝等），北極玄天上帝壽誕為農曆三月初三。

## 信仰活動
三月初三時會舉辦過七星平安橋以及擲龜王。

## 供奉神祇
主要有北極玄天上帝、中壇元帥（俗稱三太子）、關聖帝君（俗稱關公）、地藏王菩薩、註生娘娘以及福德正神虎爺等等。